# چورتان (باشقیرستان)
چورتان (انگلیسی: Churtan, Republic of Bashkortostan) یک شهرک در شهرستان استرلیتاماکسکی استان باشقیرستان کشور روسیه است.